# آرامگاه علمای کوخرد
بارگاه یا آرامگاه علمای کوخرد (دوگنبدان کوخرد) از مکان‌های دیدنی نزدیکی دهستان کوخرد واقع در بخش کوخرد هرنگ در شهرستان بستک در غرب استان هرمزگان و یکی از نقاط دیدنی استان هرمزگان در جنوب ایران است. این بنای تاریخی در سمت جنوب جاده بستک به بندر لنگه است.
این آرامگاه در میان گورستان دهستان کوخرد و در ۱۰۰۰ متری غرب دهستان کوخرد واقع شده‌است. محل آن ۳۰۰ متر از محله تازه‌بنیاد «دهنو» کوخرد فاصله دارد و در جنوب گود میان ده قرار دارد. در لهجه محلی به آرامگاه، «زیارت» گفته می‌شود.

## مجموعهٔ دو گنبدان کوخرد و ثبت آثار ملی
این بنای تاریخی یکی از شاهکارهای یکی از مشهورترین معماران بزرگ منطقه بستک و جهانگیریه، «استاد محمد شریف معمار» بنا گردیده‌است. وی از خانواده معماران بستک بود. حرفه و تخصص معماری از سالیان بسیار دور در میان اعضای این خانواده وجود داشته است. این بنای تاریخی و مذهبی چند سال پیش به عنوان یکی از آثار ملی توسط سازمان میراث فرهنگی کشور با نام «مجموعهٔ دو گنبدان» به ثبت رسیده‌است. بنای این آثار برجسته و تاریخی بین سال‌های ۱۱۴۹ تا ۱۱۵۱ ه‍.ق ساخته شده‌است. مجموعهٔ دو گنبدان کوخرد در ۲۷ بهمن ۱۳۸۲ خورشیدی به ثبت رسیده‌است.
بنای دوگنبدان آرامگا چند تن از بزرگان و مشاهیر بستک و جهنگیریه، «حاج شیخ عبدالرحمان بزرگ»، «قاضی حاج ملا اسماعیل» و «حاج ملا عبدالواحد» است. این بزرگان که در دورهٔ خود به علم و فقه و حدیث و دانایی شهرت فراوان داشته‌اند.
این اثر زیبا و دیدنی در ابتدای ورودی کوخرد از مسیر بستک به کوخرد و در غرب کوخرد قرار دارد. این اثر فرهنگی مربوط به چند صد سال قبل و با گنبد اورچین ساخته شده‌است که چندین بار توسط خیرین و انجمن میراث فرهنگی کوخرد بازسازی شده‌است.

## آرامگاه عبدالرحمان بستکی
وی از دین‌شناسان شناخته‌شده بود. آموزه‌های دینی و طریقت را از برادر بزرگ خود عبدالقادر آموخت و در مدرسه شیخ بستک مدرس بود، مدتی در مکه ادامه تحصیل کرد و در آنجا از علمای برجسته و تراز اول شناخته شد. بعدها در کوخرد مدرسه‌ای بنا کرد و به کودکان علوم شرعی درس می‌داد. وی از حاصل کشاورزی از کاریزهایی که خودش احداث کرده بود زندگی‌اش را می‌گذراند و چندی پس از درگذشت شیخ عبدالقادر مردم را راهنمایی دینی می‌کرد.
وی در سال ۱۱۴۹ ه‍.ق در کوخرد فوت کرد.

## آرامگاه اسماعیل بستکی
وی فرزند حسن بستکی برادر عبدالرحمان بزرگ و برادر عبدالقادر بستکی بود. مرد پارسایی بود و از طرف عمویش کار قضاوت کوخرد و هرنگ و لمزان و انجیره و دژگان را برعهده داشت. بیشتر عمر خود را در کارهای کشاورزی و غرس درختان نخل صرف می‌کرد و دام زیاد داشت. به دامداری اشتیاق بسیاری داشت. او در ۱۱۵۳ ه‍.ق در هرنگ فوت کرد و در بقعهای جنب بارگاه برادرش شیخ عبدالرحمان بزرگ به خاک سپرد شد.

## آرامگاه عبدالواحد
فرزند ملا اسماعیل معروف بود به حاجی ملا عبدالواحد آخوند، یکی از علما و قاضیان معروف این بخش بود. فوت او در روستای هرنگ رخ داد و در بقعه کوخرد جنب گور پدرش به خاک سپرده شد.
آرامگاه عبدالرحمان و آرامگاه اسماعیل و آرامگاه عبدالواحد در یک محوطه قرار دارد.

## ارچین
- دوگنبدان کوخرد از طرف یونسکو مورد توجه قرار گرفته و علت آن نیز خراب شدن یکی از ابنیه‌های تاریخی مذهبی در کشور عراق بوده که می‌خواستند مرمت اش کنند و مختصات مهندسی و معماری آن را از شوش دانیال و دو گنبدان کوخرد می‌گیرند؛ که به وسیلهٔ مطالبی که در سایت ویکی‌پدیا گذاشته شده یود با آن آشنا شده بودند و تأیید کرده‌اند که معماری دوگنبدان در جنوب ایران (کوخرد) منحصر به فرد است. حتی این اثر قابلیت ثبت جهانی نیز دارد.
- ارچین به پنبدهای مخروطی (مطبق و پله پله) ولانه زنبوری مثل گنبد آرامگاه (دو گنبدان کوخرد) گفته می‌شود.[۴]

## فهرست منابع و مآخذ
- محمدیان، کوخری، محمد، «به یاد کوخرد»، ج۱. چاپ اول، دبی: سال انتشار ۲۰۰۳ میلادی.
- درگاه فهرست آثار ملی ایران
- فهرست آثار فرهنگی تاریخی ثبت شده در فهرست آثار ملی شهرستان بستک[پیوند مرده]
- محمد، صدیق «تارخ فارس» صفحه‌های (۵۰–۵۱)، چاپ سال ۱۹۹۳ میلادی.
- الکوخردی، محمد، بن یوسف، (کُوخِرد حَاضِرَة اِسلامِیةَ عَلی ضِفافِ نَهر مِهران Kookherd, an Islamic District on the bank of Mehran River) الطبعة الثالثة، دبی: سنة ۱۹۹۷ للمیلاد.
- محمدیان، کوخردی، محمد،  (شهرستان بستک و بخش کوخرد) ، ج۱. چاپ اول، دبی: سال انتشار ۲۰۰۵ میلادی.